# Ger van Roon
Gerrit van Roon (Rotterdam, 8 september 1933 – Amsterdam, 27 december 2014) was een Nederlands historicus.
Van Roon studeerde van 1957 tot 1961 geschiedenis aan de Vrije Universiteit Amsterdam waar hij in 1967 promoveerde op de Kreisauer Kreis. Het Duitse verzet in de Tweede Wereldoorlog bleef zijn belangrijkste thema en zijn bekende boek was Het Duitse verzet tegen Hitler (1968). In 1977 werd hij hoogleraar moderne geschiedenis aan de Vrije Universiteit Amsterdam.